# Jason Bond
Jason E. Bond es un biólogo estadounidense que trabaja como profesor de Entomología y titular de la Cátedra Schlinger de Sistemática de Insectos en la Universidad de California, Davis.

## Educación
Bond asistió a la Western Carolina University, donde obtuvo una licenciatura en Ciencias en Biología en 1993. Obtuvo una maestría en ciencias en biología (1995) y un doctorado en sistemática evolutiva y genética (1999) de Virginia Tech.

## Carrera
Bond fue profesor de biología, presidente del Departamento de Ciencias Biológicas y director del Museo de Historia Natural de la Universidad de Auburn. Cuando era profesor asociado del Departamento de Biología de la Universidad de East Carolina, descubrió la araña Myrmekiaphila neilyoungi y numerosas otras especies del género Aptostichus.
El 6 de agosto de 2008, Bond apareció en The Colbert Report, donde nombró a la araña Aptostichus stephencolberti en honor al presentador Stephen Colbert.